# Погребение (фильм)
«Погребение» (англ. The Burial) — художественный фильм режиссёра Мэгги Беттс по сценарию Дага Райта. Фильм основан на реальной истории иска адвоката Вилли Э. Гэри и его клиента Иеремии Джозефа О’Кифа против похоронной компании Loewen, описанного в 1999 году в одноимённой статье Джонатана Харра в журнале New Yorker. Главные роли в фильме исполнили Джейми Фокс, Томми Ли Джонс, Джерни Смоллетт, Мамуду Ати и Билл Кэмп.
Дистрибьютером фильма выступит компания Amazon Studios.

## Сюжет
В 1995 году Вилли Э. Гэри, адвокат по делам о травмах с впечатляющим послужным списком, помогает обанкротившемуся владельцу похоронного бюро Джеремайе Джозефу О’Кифу подать в суд на похоронную компанию Loewen, возглавляемую Раймондом Лоуэном, в результате спора по договору. В итоге Гэри выигрывает дело в суде присяжных на сумму 500 миллионов долларов, а компания Loewen объявляет о банкротстве.

## В ролях
- Джейми Фокс — Вилли Э. Гэри[1]
- Томми Ли Джонс — Иеремия Джозефа О’Киф[1]
- Джерни Смоллетт[2]
- Мамуду Ати[3]
- Билл Кэмп — Рэймонд Лоуэн[4]
- Дориан Миссик[5]
- Памела Рид[5]
- Алан Рак[6]
- Лэнс Е. Николс — Джеймс Э. Грейвс-младший[7].

## Производство
В основе сюжета фильма статья Джонатана Харра «The Burial», опубликованная в 1999 году в журнале The New Yorker. Первоначально проект разрабатывался компанией Warner Bros. В марте 2018 года кинокомпания Amazon Studios объявила о начале работы над фильмом, Даг Райт написал сценарий, а возможным режиссёром называли Александра Пейна. К ноябрю 2020 года Мэгги Беттс приступила к работе над фильмом, а Джейми Фокс получил главную роль и выступит одним из продюсеров фильма. В октябре 2021 года Томми Ли Джонс получил роль, на которую ранее рассматривался Харрисон Форд. В ноябре к актёрскому составу присоединилась Джерни Смоллетт. Актеры второго плана были объявлены в первой половине 2022 года. Основные съёмки проходили в Новом Орлеане в марте 2022 года